# Иокаст
Иокаст (др.-греч. Ἰοκάστης) — персонаж древнегреческой мифологии. Сын Эола и Кианы. Царствовал над побережьем Италии вплоть до Регия. Умер, укушенный змеёй, халкидяне основали Регий около его могилы. Возможно, именно он назван возлюбленным Геракла